# Burundische Badmintonnationalmannschaft
Die burundische Badmintonnationalmannschaft repräsentiert Burundi in internationalen Badmintonwettbewerben. Als Mannschaft tritt sie dabei als reines Männerteam (z. B. im Thomas Cup), reines Frauenteam (z. B. im Uber Cup) oder gemischtes Team (z. B. im Sudirman Cup) an, internationale Auftritte des nach 2005 gegründeten Verbandes waren bisher jedoch selten.

## Teilnahme an Weltmeisterschaften
| Thomas Cup - Thomas Cup 2010 – nicht qualifiziert | Uber Cup - Uber Cup 2010 – nicht qualifiziert | Sudirman Cup - keine Teilnahmen |

## Afrikameisterschaften
Herrenteam
| Jahr | Resultat     |
| ---- | ------------ |
| 2010 | Gruppenphase |

Damenteam
| Jahr | Resultat     |
| ---- | ------------ |
| 2010 | Halbfinalist |

## Nationalspieler
Herren
- Pascal Niyonkuru
- Eric Niyongabo
- Thierry Rutayisire
- Clement Gahongore
- Patrick-Adonis Munezero
- Devy Marc Muvunyi

Damen
- Kelly-Janviere Iradukunda
- Berthila Niyomwungere
- Muriel Kezakimana
- Feneste Ndihokubwayo
- Aline Nininahazwe
- Jeanine Nkurunziza